# Kendlerstraße
Kendlerstraße – jedna ze stacji metra w Wiedniu na Linia U3. Została otwarta 5 grudnia 1998. 
Znajduje się w 16. dzielnicy Wiednia, Ottakring.